# Jan Hrizbyl
Jan Hrizbyl (17. července 1880 – ???) byl československý politik a poslanec Národního shromáždění za Československou stranu socialistickou (pozdější národní socialisté).

## Biografie
Profesí byl krejčím. Angažoval se v profesních spolcích. V létě roku 1918 se uvádí jako zástupce sdružení krejčí a příbuzných odvětví. Podle údajů k roku 1920 byl tajemníkem v Praze.
V letech 1918–1920 zasedal v Revolučním národním shromáždění za Československou stranu socialistickou. V parlamentních volbách v roce 1920 získal poslanecké křeslo v Národním shromáždění. Na mandát rezignoval roku 1922. Místo něj do sněmovny jako náhradník nastoupil Ferdinand Prášek.
V roce 1922 čelil kritice za obohacování na úkor dělníků. Družstvo čsl. krejčí v Praze proti němu přijalo ostrou rezoluci, v níž mu vyčítalo dluhy a přitom provedenou drahou přestavbu bytu. Již v březnu 1922 doporučilo předsednictvo československých socialistů jeho vyloučení ze strany. Důvodem neměly být oficiálně poměry v družstvu krejčích ale jeho postoj k chystanému zákonu o reformě lékárnictví, kde postupoval proti vůli strany. Měl v předstihu informovat o osnově zákona lékárníky, kteří tak začali proti legislativě agitovat. Vyšetřováním se zjistilo, že původcem úniku informací byl Hrizbyl.
Patřil mu známý pražský krejčovský závod Grand atelier. V srpnu 1927 upadl na Revoluční třídě a vážně se zranil.